# NGC 2555
NGC 2555 is een balkspiraalstelsel in het sterrenbeeld Waterslang. Het hemelobject werd op 20 december 1784 ontdekt door de Duits-Britse astronoom William Herschel.

## Synoniemen
- UGC 4319
- MCG 0-21-12
- ZWG 3.28
- IRAS08153+0054
- PGC 23259